# باسعیدو
باسعیدو، روستایی در دهستان دولاب بخش حرا شهرستان قشم در استان هرمزگان ایران است.
این روستا در یک منطقه ساحلی قرار گرفته‌است و آب و هوای گرم و خشک دارد. وجود دماغه پوشش گیاهی مناسب، حیات وحش و پرندگانی نظیر حواصیل و مرغ دریایی از عناصر مهم و طبیعی پیرامون این روستا هستند.
روستای باسعیدو آخرین نقطه جزیره قشم است که زمانی مقر انگلیسی‌ها بوده‌است و از آن دوره، آثار و بناهایی همچون انبار زغال سنگ، مهمان سرا، گورستان قبرستان پرتغالیها به جا مانده‌است. این روستا از دیدگاه نظامی دارای اهمیت ویژه‌ای است و یک اسکله نیز دارد؛ این اسکله دارای چندین قایق صیادی می‌باشد و صیادان در این محدوده به دنبال صید ماهی هستند.

## تاریخچه
طبق برخی روایات این روستا اوایل، محل تجارت و استفاده خاندان قواسم بوده و شیخ راشدبن محمد القاسمی در سال 1720میلادی نام جد خودش سعید بن کاید القاسمی اطلاق کرده وبا لفظ أباسعیدو یاد شده

### پیشینه تاریخی منازعه ایران و انگلیس در باسعیدو
بندر باسعیدو به عنوان آخرین نقطه جزیره قشم و در انتهای شمال باختری این جزیره بزرگ قرار دارد. انگلیسی‌ها از سال ۱۲۳۴ قمری و با مجوز دولت ایران و در با سعیدو انبار زغال سنگ ایجاد کرده و متعاقباً در این بندر حضور نظامی پیدا کرده‌اند. پس از خروج نظامیان انگلیسی از ایران در دهه ۱۳۰۰ خورشیدی، نظامیان انگلیسی از تخلیه بندر با سعیدو، جزیره هنگام و جزیره بحرین خودداری می‌کنند. در سال ۱۳۰۷ خورشیدی و به ترتیبی که پیش تر اشاره گردید، دولت ایران بر هنگام اعمال حاکمیت می‌نماید، اما موضوع اعمال حاکمیت ایران بر بندر با سعیدو تا سال ۱۳۱۲ خورشیدی میسر نمی‌گردد و بندر با سعیدو به عنوان قرار گاه کشتی‌های نظامی انگلیسی مورد استفاده دولت انگلیس قرار می‌گیرد. حضور طولانی مدت انگلیسی‌ها در بندر با سعیدو اگر چه با اجازه دولت ایران و به منظور استفاده برای انبار زغال سنگ بود، اما دولت انگلیس به تدریج دعاوی مالکانه‌ای را دربارهٔ باسعیدو مطرح کرده و از دخالت مأموران ایرانی در بندر با سعیدو جلوگیری به عمل می‌آورد. از جمله در بیست و هشتم تیرماه ۱۳۱۲، سفارت انگلیس در تهران طی مراسله‌ای به وزارت امور خارجه ایران، به مناسبت اقدام مدیر مالیه قشم برای اخذ مالیات از اهالی آنچه حوزهٔ انگلیس با سعیدو می‌دانست، اعتراض می‌نماید. این رویکرد دولت انگلیس به معنای ادعای ضمنی دولت انگلیس در مورد مالکیت بر سرزمینی بود که در ایرانی بودن آن هیچ گونه شک و تردیدی نبود و حضور انگلیس‌ها در آن نیز بنا به مجوز دولت ایران بود.

### مأموریت ناوپلنگ در با سعیدو
پس از تشکیل نیروی دریایی ایران در سال ۱۳۱۱ هجری خورشیدی و بروز چنین وضعیتی، فرماندهٔ نیروی دریایی ایران؛ یاور بایندر، از ارکان حزب کل قشون درخواست می‌نماید تا از طریق وزارت امور خارجه موضوع منع استعمال پرچم انگلیس در ساحل باسعیدو را در دستور کار قرار دهند؛اما یاور بایندر به پی‌گیری‌های دیپلماتیک در مورد ممنوعیت استعمال پرچم انگلیس در ساحل باسعیدو، اکتفا نمی‌کند و به ناو پلنگ دستور می‌دهد تا به بندر باسعیدو رفته و پرچم انگلستان را پایین آورده و پرچم ایران را به اهتزاز در بیاورد.
سرانجام در سال ۱۳۱۲ هجری خورشیدی ناو سروان فزونی؛ فرمانده ناو پلنگ به‌دستور یاور بایندر به سمت بندر باسعیدو می‌رود. سربازان هندی وابسته به نیروی دریایی انگلستان با فرض این‌که یک کشتی انگلیسی در حال نزدیک شدن به ساحل است، پرچم انگلستان را برافراشته می‌کنند. ناو سروان فزونی با دیدن چنین وضعیتی دستور می‌دهد تا ناو پلنگ به ساحل باسعیدو نزدیک شود، سپس به دنبال این موضوع یک دستهٔ افراد مسلح با طبل و شیپور؛ یعنی گارد احترام کامل به ساحل باسعیدو رفتند و پرچم انگلستان را پایین آورده و پرچم ایران با احترام نظامی به اهتزاز درآوردند و این به معنی پایان اقتدار انگلیسی‌ها در بندر باسعیدو بود.
سفارت انگلیس طی نامه‌ای به وزارت امور خارجه ایران ادعا می‌کند که نیروی دریایی ایران به پرچم انگلستان بی‌احترامی کرده و پس از پایین آوردن آن، توسط نیروی دریایی پاره گردیده‌است. طبق بررسی‌های به‌عمل آمده توسط وزارت امور خارجه ایران، این ادعا رد و تکذیب شد.

## جمعیت
بر پایه سرشماری عمومی نفوس و مسکن در سال ۱۳۹۵، جمعیت این روستا برابر با ۲٬۲۲۸ نفر (۵۲۰ خانوار) بوده‌است.